# Riel camboyano
El riel (en camboyano: "brillante") es la unidad monetaria de Camboya. El código ISO 4217 es KHR y se acostumbra a abreviar con un símbolo especial: ៛, o bien CR. Tradicionalmente se ha dividido en 10 kak o 100 sen (សេន), aunque a causa del poco valor de la moneda hace tiempo que la fracción ya no circula.
A finales de 2006, el riel camboyano era la décima unidad monetaria de valor más bajo del mundo.

## Historia
En la época de la colonización francesa, Camboya utilizaba la piastra de la Indochina Francesa, que fue sustituida por el riel en términos paritarios (1 riel = 1 piastra) en 1952. Al principio, la moneda se subdividía en 100 céntimos (en francés centimes), moneda fraccionaria que a partir de 1959 se llamaría sen. Estos primeros rieles tuvieron vigencia hasta 1975, cuando los Jemeres Rojos abolieron la moneda como sistema de pago, y así, los billetes que el nuevo régimen había emitido, en realidad no se llegaron a usar nunca.
A raíz de la invasión vietnamita de 1978 se reintrodujo el riel, que fue establecido como moneda oficial camboyana en 1980 a razón de 4 rieles por dólar. Se subdividió en 10 kak o 100 sen. Como no había ninguna moneda que tuviera que ser sustituida y la economía había quedado severamente dañada a causa del régimen de los Jemeres Rojos, el nuevo gobierno central decidió repartir la nueva moneda entre la población para animar el uso.
Hoy día, el riel es la moneda principal en los intercambios locales, si bien el dólar de los Estados Unidos está muy introducido por todo el país en todo tipo de transacciones, no sólo de tipo turístico, y a menudo se prefiere al riel, con lo que la moneda norteamericana se ha ganado la reputación de "segunda moneda no oficial" de Camboya.

## Monedas y billetes
Emitidas por el Banco Nacional de Camboya, circulan monedas de 50, 100, 200 y 500 rieles, y billetes de 50, 100, 200, 500, 1.000, 2.000, 5.000, 10.000, 20.000, 50.000 y 100.000 rieles. Actualmente, las monedas casi no circulan, y los dos billetes de valor más alto también tienen una circulación bastante escasa.

### Monedas
| Denominación | Emisión | Metal    | Metal  | Forma    | Diámetro (mm) | Peso (g) | Canto    | Anverso                                      | Reverso |
| Denominación | Emisión | Anillo   | Centro | Forma    | Diámetro (mm) | Peso (g) | Canto    | Anverso                                      | Reverso |
| ------------ | ------- | -------- | ------ | -------- | ------------- | -------- | -------- | -------------------------------------------- | ------- |
| 50 Riel      | 1994    | Acero    | Acero  | Circular | 16,00         | 1,58     | Liso     | Monumento a la Independencia en Phnom Penh - | 50      |
| 100 Riel     | 1994    | Acero    | Acero  | Circular | 17,90         | 2,10     | Liso     | Templo de Angkor -                           | 100     |
| 200 Riel     | 1994    | Acero    | Acero  | Circular | 20,00         | 2,40     | Liso     | Constitución camboyana sobre bandeja - -     | 200     |
| 500 Riel     | 1994    | Cu+Ni+Al | Acero  | Circular | 25,80         | 6,43     | Estriado | Escudo de Camboya -                          | 500     |

### Billetes
| Imagen  | Imagen  | Valor          | Dimensiones | Color                  | Descripción                                                            | Descripción                                                                                               | Fecha de  | Fecha de               | Fecha de | Fecha de       |
| Anverso | Reverso | Valor          | Dimensiones | Color                  | Anverso                                                                | Reverso                                                                                                   | Impresión | Salida                 | Retirada | lapso          |
| ------- | ------- | -------------- | ----------- | ---------------------- | ---------------------------------------------------------------------- | --- | --------- | ---------------------- | -------- | -------------- |
|         |         | 50 rieles      | 130 x 60 mm | Marrón                 | Templo de Banteay Srey                                                 | Represa                                                                                                   | 2002      | 29 de agosto de 2002   |          | En circulación |
|         |         | 100 riels      | 130 x 60 mm | Morado, marrón y verde | Monumento de la independencia (Phnom Penh)                             | Escuela                                                                                                   | 2001      | 9 de agosto de 2001    |          | En circulación |
|         |         | 100 rieles     |             | Naranja Marrón         | Naga cabeza(serpiente mítica) , Buddaa, Padre del rey Norodom Sihanouk | Estatua Jemer , Wat Preah Keo (pagoda plateada), Buda                                                     | 2014      | 14 de enero de 2015    |          | En circulación |
|         |         | 500 riels      | 138 x 64 mm | Rojo y morado          | Angkor Wat                                                             | Puente Kizuna sobre el Mekong                                                                             | 2002      | 4 de abril de 2003     |          | En circulación |
|         |         | 500 rieles     |             | Rosa y gris            | Naga cabeza(serpiente mítica) , Buddaa, Padre del rey Norodom Sihamoni | Puente Nak Loeung, Kizuna bridge over the Mekong River, monument, frieze                                  | 2014      | 14 de enero de 2014    |          | En circulación |
|         |         | 1,000 rieles   | 138 x 64 mm | Marrón y lila          | Puerta sur del templo Angkor                                           | Puerta Autónoma de Kampong Saom (Sihanoukville)                                                           | 2005      | 6 de enero de 2006     |          | En circulación |
|         |         | 2,000 rieles   | 146 x 68 mm | Verde y Amarillo       | Prasat Preah Vihear                                                    | Retrato de Angkor Wat e imagen de un campo de trabajo                                                     | 2007      | 3 de enero de 2008     |          | En circulación |
|         |         | 5,000 rieles   | 146 x 68 mm | Verde y Gris           | Norodom Sihanouk                                                       | Puente del Kampong Kdei                                                                                   | 2001      | 6 de abril de 2001     |          | En circulación |
|         |         | 10,000 rieles  | 146 x 68 mm | Violeta y marrón       | Norodom Sihanouk                                                       | Palacio Real de Nom Pen                                                                                   | 2001      | 6 de abril de 2001     |          | En circulación |
|         |         | 10,000 rieles  | 146 x 68 mm | Azul                   | Naga, serpiente mítica; Rey Norodom Sihamoni                           | Neak Pean, Ruinas arqueológicas del templo budista en Preah Khan Baray, Angkor; Estatua de piedra, Balaha | 2015      | 15 de mayo de 2015     |          | En circulación |
|         |         | 20,000 rieles  | 155 x 72 mm | Morado y rosa          | Norodom Sihamoni                                                       | Angkor Wat, La planta cuadrada del templo                                                                 | 2008      | 5 de diciembre de 2008 |          | En circulación |
|         |         | 50,000 rieles  | 150 x 70 mm | Violeta marrón         | Norodom Sihanouk                                                       | Angkor Wat                                                                                                | 2001      | 6 de abril de 2001     |          | En circulación |
|         |         | 100,000 rieles | 155 x 72 mm | Verde                  | Naga (serpiente mítica), Rey Norodom Sihanouk                          | Familia real de Camboya y ruinas con la escultura de un bebe elefante                                     | 2013      | 6 de mayo de 2014      |          | En circulación |